# Delage Type DM
La Type DM era un'autovettura di lusso prodotte tra il 1926 e il 1929 dalla Casa automobilistica francese Delage.

## Profilo

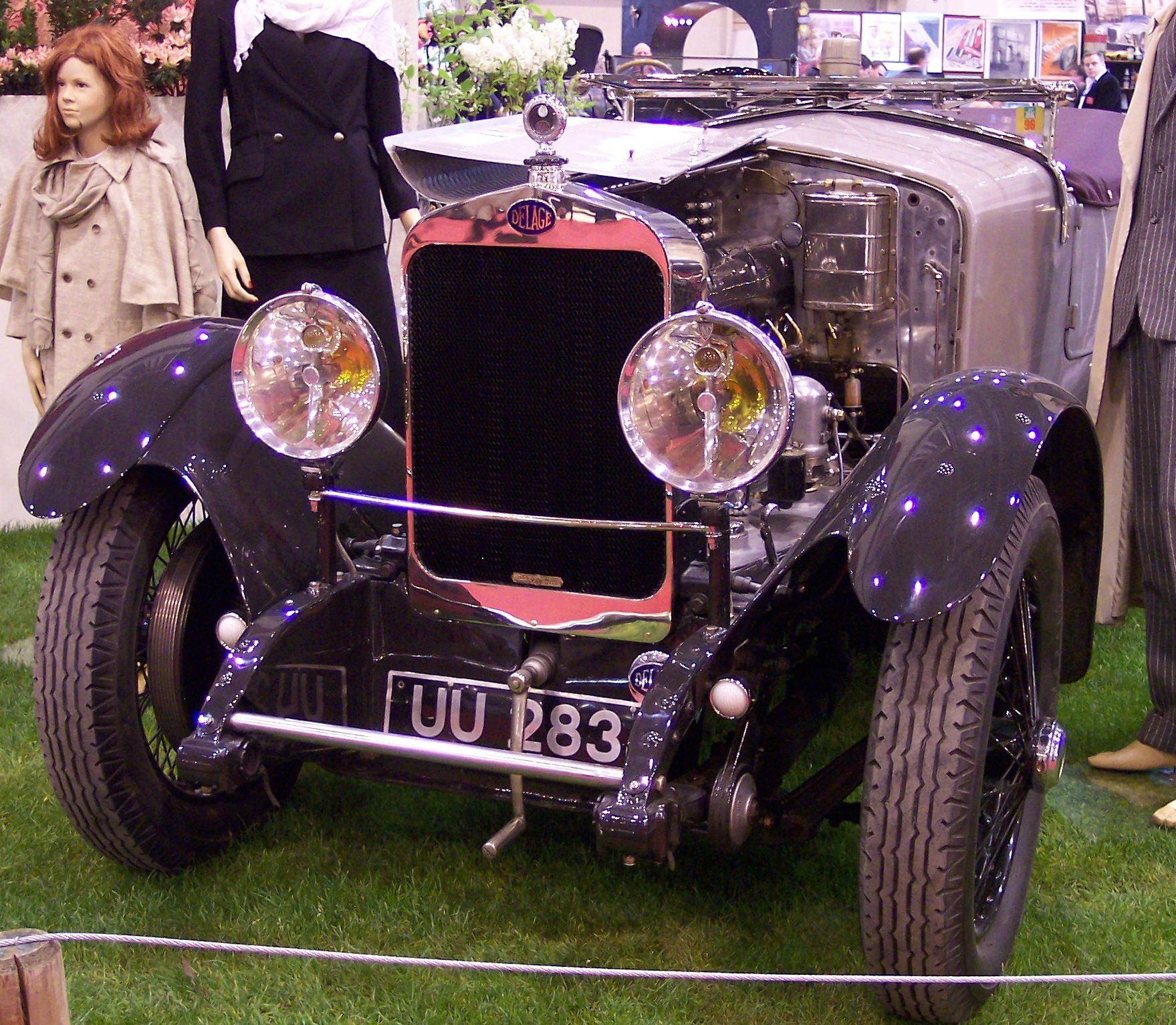
Frontale di una Delage DMS

Nel 1926 fu lanciata la gamma DM, non un modello, ma un'intera gamma, formata da tre varianti sul tema DM.

La gamma DM fu introdotta al posto della Type DO, oramai fuori produzione da ben sei anni. Nella prima metà degli anni venti, infatti, era assente un modello di cilindrata intorno ai 3 litri. Con l'introduzione della gamma DM, tale lacuna fu completata e si andò ad inserire tra la più economica Gamma DI e la più lussuosa Type GLS.

La gamma DM era proposta sostanzialmente in due versioni, ossia berlina e limousine, ed era suddivisa in tre modelli: i due più tranquilli erano la Type DM e la Type DMN, che differivano tra di loro per il passo, più allungato sulla DM, e che montavano entrambe un motore a 6 cilindri in linea da 3181 cm³ di cilindrata in grado di erogare una potenza massima di 62 CV a 3200 giri/min. La versione più brillante era la Type DMS, che montava lo stesso propulsore, ma con potenza massima portata tra i 75 e gli 80 CV. Era anche realizzata su un telaio a passo notevolmente accorciato, per esaltare l'agilità della vettura durante la guida.

L'impianto frenante prevedeva freni a tamburo sui due assi, la trazione era posteriore e il cambio era manuale a 4 marce.

Per quanto riguardava le prestazioni, la velocità massima era di 115 km/h per le Type DM e DMN e di 125 km/h per la DMS.

La gamma DM fu tolta di produzione nel 1929 e fu rimpiazzata sia dalle versioni minori della Delage D8, sia dalle versioni di punta della Delage D6.